# Begna (riu)
El Begna és un riu noruec situat als comtats de Buskerud i Oppland, que s'estén des de la zona muntanyosa de Filefjell a la part sud de la serralada de Jotunheimen, transcorrent per la vall i districte de Valdres.
Fa 213 quilòmetres de llargada i neix prop dels 1.850 metres d'alçana. Drena una conca de 4.875 quilòmetres quadrats i és el riu principal d'aquesta conca. L'escriptor noruec Mikkjel Fønhus va viure gran part de la seva vida en una ciutat a la riba del riu i la majoria de les seves novel·les transcorren al llarg del Begna a Oppland.